# Cerveza de la República Checa

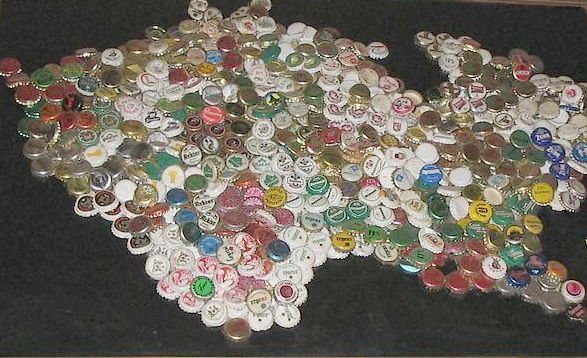
Mapa de la República Checa hecho con tapas de cerveza nacional

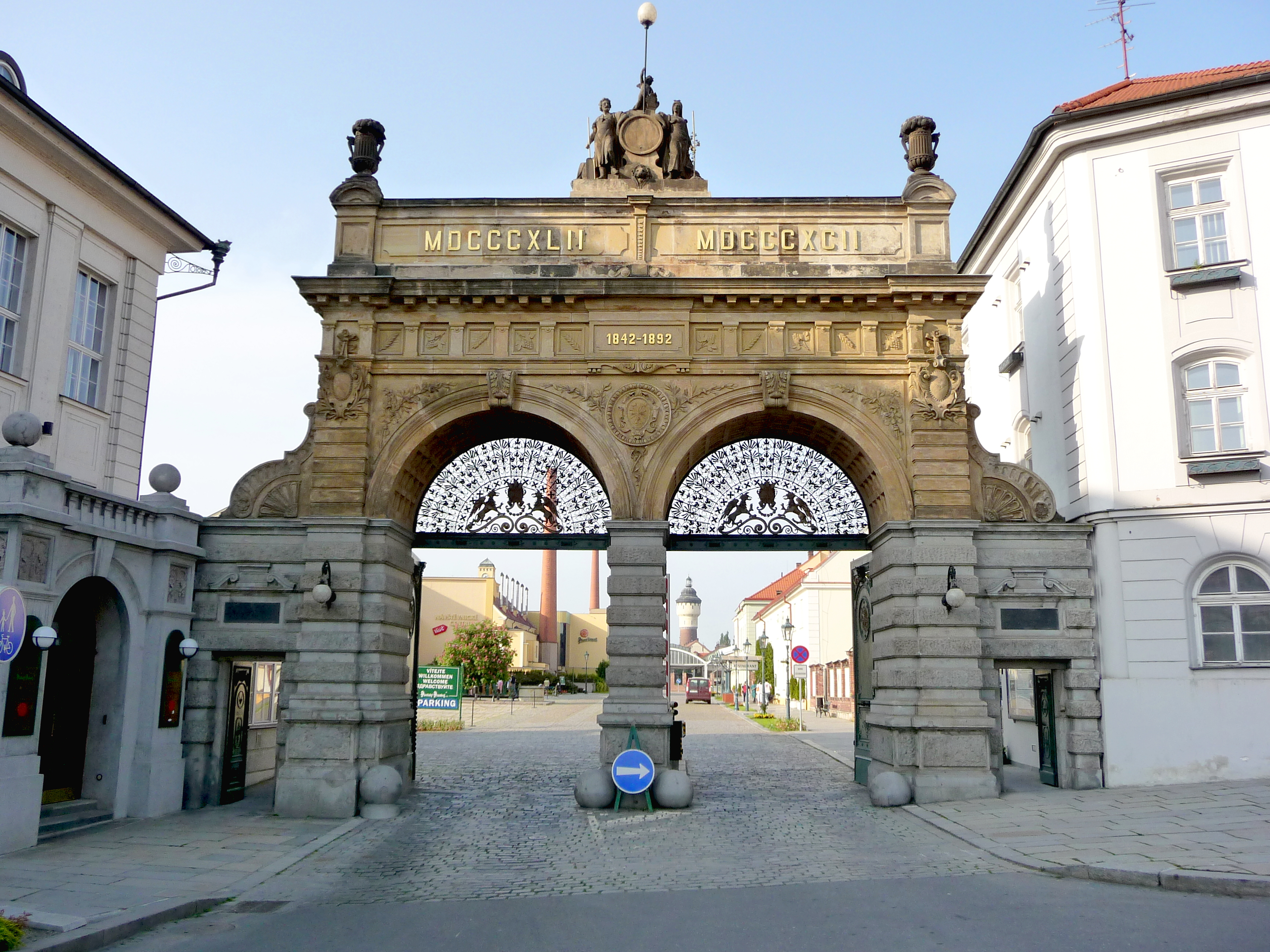
Puerta principal de la Plzeňský Prazdroj

La cerveza en la República Checa (pivo en checo) posee una larga tradición en las regiones históricas que hoy conforman el país, habiendo registro de la producción más antigua de cerveza en el Monasterio de Břevnov en 993. Mientras que la ciudad de Brno comenzó su producción en el siglo XII, Pilsen y České Budějovice (Budweis en alemán) establecieron las primeras cervecerías en el siglo XIII.
Las cervezas más producidas y consumidas en Chequia son las de tipo pilsener y pale lager. Los checos son los mayores consumidores de cerveza per cápita del mundo.
En años 2010, se aumentó número de las microcervecerías y cervecerías artesanales, en 2018 su número alcanzó 400 y en promedio se establece un nuevo cada semana. Además, estas cervecerías son destinos turísticos populares.

## Turismo cervecero
En Chequia existe una amplia variedad de eventos relacionados con la cerveza. Los festivales cerveceros tienen una alta concurrencia y se celebran en varias partes del país. El Festival de la Cerveza Checa es el evento más grande del rubro realizado anualmente en Praga durante 17 días en mayo. También se encuentran museos de la cerveza, tales como el Museo de la Cerveza de Praga y el Museo de la Cervecería de Pilsen.